# Kamienobród (przystanek kolejowy)
Kamienobród (ukr. Кам'янобрід, ros. Каменоброд) – przystanek kolejowy w miejscowości Kamienobród, w rejonie jaworowskim, w obwodzie lwowskim, na Ukrainie.
Przystanek istniał przed II wojną światową.